# René Auberjonois (pittore)
René Auberjonois, nome completo René Victor Auberjonois (Montagny-près-Yverdon, 18 agosto 1872 – Losanna, 11 ottobre 1957), è stato un pittore svizzero, un artista post-impressionista e uno dei principali pittori svizzeri del XX secolo.

## Biografia
René Auberjonois nacque a Montagny-près-Yverdon, il 18 agosto 1872, in una famiglia benestante di proprietari terrieri.
Dopo aver effettuato studi classici e musicali in Svizzera e al Politecnico di Dresda, si avvicinò alla pittura, formandosi alla scuola di Kensington, presso Londra nel 1898 e successivamente alla École des beaux-arts e nell'atelier di Luc-Olivier Merson a Parigi, dove fu in contatto con gli ambienti d'avanguardia (1897-1914), tra i quali il cubismo, partecipando intensamente e criticamente agli sviluppi artistici di quegli anni.
Dopo aver aderito inizialmente in Francia al realismo, Auberjonois si avvicinò allo stile e alle tecniche post-impressioniste dei pittori Nabis, dopo il 1903, utilizzando come temi soprattutto i paesaggi naturali, le donne e le nature morte.
Tornato in Svizzera, a Losanna, nel 1914, proseguì la sua ricerca che, originale per la sensibilità cromatica e la venata malinconia, conservò inizialmente influenze con la pittura di Paul Cézanne e poi di Pablo Picasso.
Nel 1918 collaborò, per la scenografia ed i costumi, alla rappresentazione dell'Histoire du soldat di Igor Stravinskij su libretto del poeta Charles-Ferdinand Ramuz, e diretta da Ernest Ansermet, con la regia Georges Pitoëff e sua moglie Ludmila quali interpreti principali.
Nel 1927 decorò un padiglione alla Fiera di Losanna.
Lo stile di Auberjonois si caratterizzò negli anni venti per una formulazione classicista, rafforzata negli anni trenta per la staticità, le semplificazioni e le forti strutture compositive, che si avvicinarono al primitivismo e alla presentazione espressionista simile a quelli di Amedeo Modigliani.
Dagli anni quaranta Auberjonois realizzò alcune delle sue opere più importanti, come colorista, influenzate da Eugène Delacroix e poi da Rembrandt, tra cui Omaggio a Olimpia (Hommage à l'Olympia, 1943), Bagnante nella foresta (Baigneuses dans la forêt, 1944), Clown e piccola amazzone (Clown et petite écuyère, 1946), Ritratto di artista (Portrait de l'artiste, 1948), Ragazza nella stanza rossa (Fille dans la chambre rouge, 1948), Natura morta con il cranio (Nature morte au crâne, 1950) e L'arena gialla (L'arène jaune, 1953-1954).
Alla Esposizione internazionale d'arte di Venezia del 1948, venne presentata la retrospettiva della sua intera opera.

## Opere
- Omaggio a Olimpia (Hommage à l'Olympia, 1943);
- Bagnante nella foresta (Baigneuses dans la forêt, 1944);
- Clown e piccola amazzone (Clown et petite écuyère 1946);
- Ritratto di artista (Portrait de l'artiste, 1948);
- Ragazza nella stanza rossa (Fille dans la chambre rouge, 1948);
- Natura morta con il cranio (Nature morte au crâne, 1950);
- L'arena gialla (L'arène jaune, 1953-1954).